# アシュランド郡 (オハイオ州)
アシュランド郡（英: Ashland County）は、アメリカ合衆国オハイオ州の北部に位置する郡である。2010年国勢調査での人口は53,139人であり、2000年の52,523人から1.2%増加した。郡庁所在地はアシュランド市（人口21,780人）であり、同郡で人口最大の都市でもある。
アシュランド郡はその全体で、アシュランド小都市圏を構成している。

## 歴史
アシュランド郡は1846年2月24日に、ヒューロン郡、ロレイン郡、リッチランド郡およびウェイン郡の一部を合わせで設立された。アシュランド郡とアシュランド市は、ケンタッキー州選出アメリカ合衆国上院議員ヘンリー・クレイのケンタッキー州レキシントン地域にある荘園「アシュランド」から名前が採られた。

## 地理
アメリカ合衆国国勢調査局に拠れば、郡域全面積は426.80平方マイル (1,105.4 km2)であり、このうち陸地422.95平方マイル (1,095.4 km2)、水域は3.85平方マイル (10.0 km2)で水域率は0.90%である。

### 交通
アシュランド市中心事業地区の北西3海里 (5.6 km) にアシュランド郡空港がある。

### 隣接する郡
- ロレイン郡 - 北
- メダイナ郡 - 北東
- ウェイン郡 - 東
- ホームズ郡 - 南東
- ノックス郡 - 南西
- リッチランド郡 - 西
- ヒューロン郡 - 北西

## 人口動態

アシュランド郡一般訴訟裁判所事務官の章

以下は2000年国勢調査による人口統計データである。
| 基礎データ - 人口: 52,523人 - 世帯数: 19,524 世帯 - 家族数: 14,018 家族 - 人口密度: 48人/km2（124人/mi2） - 住居数: 20,832軒 - 住居密度: 19軒/km2（49軒/mi2） 人種別人口構成 - 白人: 97.54% - アフリカン・アメリカン: 0.81% - ネイティブ・アメリカン: 0.11% - アジア人: 0.55% - 太平洋諸島系: 0.03% - その他の人種: 0.21% - 混血: 0.76% - ヒスパニック・ラテン系: 0.65% 先祖による構成 - ドイツ系：36.8% - アメリカ人：17.3% - イギリス系：10.1% - アイルランド系：8.8% 言語による構成 - 英語：96.1% - ドイツ語：1.2% - スペイン語：1.0% | 年齢別人口構成 - 18歳未満: 25.7% - 18-24歳: 10.8% - 25-44歳: 26.5% - 45-64歳: 23.0% - 65歳以上: 13.9% - 年齢の中央値: 36歳 - 性比（女性100人あたり男性の人口） - 総人口: 96.6 - 18歳以上: 92.4 世帯と家族（対世帯数） - 18歳未満の子供がいる: 32.5% - 結婚・同居している夫婦: 59.5% - 未婚・離婚・死別女性が世帯主: 8.5% - 非家族世帯: 28.2% - 単身世帯: 24.0% - 65歳以上の老人1人暮らし: 10.3% - 平均構成人数 - 世帯: 2.58人 - 家族: 3.06人 収入と家計 - 収入の中央値 - 世帯: 39,179米ドル - 家族: 46,306米ドル - 性別 - 男性: 32,585米ドル - 女性: 22,334米ドル - 人口1人あたり収入: 17,308米ドル - 貧困線以下 - 対人口: 9.5% - 対家族数: 7.1% - 18歳未満: 13.1% - 65歳以上: 7.5% |

## 郡区

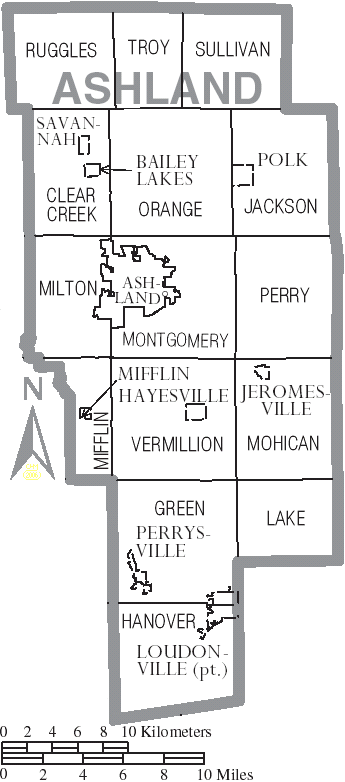
アシュランド郡図

アシュランド郡は下記15の郡区に分割されている。
| - クリアクリーク - グリーン - ハノーバー - ジャクソン - レイク | - ミフリン - ミルトン - モヒカン - モンゴメリー - オレンジ | - ペリー - ラグルズ - サリバン - トロイ - バーミリオン |

## 都市
- アシュランド - 郡庁所在地

### 村
| - ベイリーレイクス - ヘイズビル - ジェロームズビル - ラウドンビル | - ミフリン - ペリーズビル - ポーク - サバンナ |

### 未編入の町
| - アルビオン - イングランド - ファイブポインツ - ヒアフォーク - ライクフォーク - マッケイ | - マクジーナ - モヒカンビル - ナンキン - ノバ - パラダイスヒル - レッドホー | - ローズバーグ - ラグルズ - スプレング - サリバン - ウィドウビル |